# Ilia Selvinski
Ilia Lvovitch Selvinski (en russe : Илья Львович Сельвинский) est un poète soviétique né le 12 octobre 1899 (24 octobre dans le calendrier grégorien) à Simferopol, Russie, et décédé le 22 mars 1968 à Moscou, RSFSR.

## Biographie
Il est né dans une famille krymtchak dont le père, Lev (Leyb) Ilitch  était fourreur à Simféropol et la mère femme au foyer. Selvinski  fait des études primaires et secondaires à Eupatoria et toujours dans cette ville, commence à publier ses œuvres dans un journal dès 1915. Pendant la guerre civile, il prend part dans les rangs de l'Armée rouge aux combats de l'isthme de Perekop. En 1921, il entre à la Faculté des sciences sociales de l'Université de Moscou et fait conjointement son droit. Parallèlement, il exerce divers métiers: matelot sur une baleinière, ouvrier dans une usine de conserves, moniteur d'athlétisme, pelletier, modèle, journaliste, docker, artiste de cirque.
En 1923, il obtient son diplôme de la Faculté et participe à la vie du centre de structure littéraire qui vient d'être crée et à partir de 1924 il est le leader du Centre littéraire des constructivistes (1924-1930), où l'on trouve Korneli Zelinski, Vladimir Lougovskoi, Edouard Bagritski, Evgueni Gabrilovitch, Boris Matveïevitch Lapine, Boris Nikolaevitch Agapov, Véra Inber... qui délaissent l'esthétique au profit du fonctionnel, rationalisation qui a pour but de renforcer la charge sémantique des mots. Au début des années 1930, il tente de faire revivre les vers traditionnels dans ses poèmes, ses romans et ses tragédies, tous au service de sujets révolutionnaires et socialistes.
De 1927 à 1930, il soutient une grande controverse avec Vladimir Maïakovski qui se termine à ses dépens par une déclaration de repentir. Le 2 novembre 1927, naissance de sa fille, Tatiana, qui deviendra peintre et poète.
En 1934, il accompagne l'expédition polaire de sauvetage du brise-glace Tcheliouskine en tant que correspondant de la Pravda, (la Vérité], journal officiel du PCUS. Durant la grande guerre patriotique il devient membre du Parti communiste de l'Union soviétique et participe aux opérations sur plusieurs fronts en tant que commissaire de bataillon. Promu colonel il est victime de deux commotions cérébrales et grièvement blessé à Bataisk. En 1939, il anime un séminaire qui accueille Boris Sloutski qui deviendra aussi un poète important.

## Analyse
Dans Vivre en russe, Georges Nivat, qui assista à son jubilé, tire une leçon amère de sa vie ainsi « Étudiant j'ai assisté au jubilé du poète Ilya Selvinski qui devait avoir 60 ans. On entendait de délicieuses et minuscules allusions aux épreuves subies par le jubilaire, au chemin difficile qu'avait parcouru l'auteur constructiviste de Oulialiaevchtchina. C'était l'initiation à une langue secrète où le bon poète devait avoir souffert tout en restant bon communiste ».
Dans la Poésie Russe, anthologie bilingue réunie et publiée sous la direction d'Elsa Triolet chez Seghers en 1965, on trouve une biographie d'où sont tirés la presque totalité des renseignements de cette page. On y trouve aussi ce commentaire sur son œuvre : « Selvinski a le goût moderniste de l'école constructiviste dans la vigueur d'organisation du matériau poétique et un vif intérêt pour l'expérimentation verbale, utilisant de façon originale les ressources phonétiques et imagées du parler vulgaire ». Cette dernière considération est relayée par Gérard Conio dans Le formalisme et le futurisme russe lorsqu'il écrit « Il apporte à la poésie une intonation canaille, l'intonation des romances tziganes. Selvinski dans ses Poèmes de brigands est un Babel en vers. Ici dans son Voleur l'introduction de l'argot des voleurs dans le poème n'est pas très grave... ce qui est curieux ici, c'est la nouveauté de l'intonation venue de la rue ».

### Œuvres
- 1927 : Oulialaïevchtchina, poème
- 1928 : Chef d'armée n°2, drame
- 1928 : Le trust des fourrures
- 1929 : Pouchtorg, roman en vers
- 1929 : Anthologie constructiviste, business écrit avec Korneli Zelinski; éditions de Moscou.
- 1932 : La chasse au phoque, poème qui doit faire partie d'un recueil paru peut être sous un autre titre.
- 1937 : Le chevalier Jean
- 1943 : Le général Alexeï Broussilov
- 1944-1957 : Russie trilogie dramatique.
  - 1944 : 1re partie la guerre de Livonie.
  - 1949 : 2e partie De Poltava à Hanko
  - 1957 : 3e partie « Le grand Cyril »
- 1945 : Filles du peuple russe: 15 récits de guerre édité par Charlot à Alger.
- 1947 : des poèmes du film Le Dit de la terre sibérienne d'Ivan Pyriev
- 1960 : Arctique, roman

Poèmes mis en musique :
- 1929 : Komandarm 2 poème mis en musique par Vissarion Chebaline et joué pour la 1re fois le 24 juillet.
- 1934 : Le bibelot chinois poème mis en musique par Vsevolod Zaderatski.

Œuvres non datées qui font peut être partie d'un recueil paru sous un autre titre.
- Dans la Patrie
- Kazakja, poème
- Valse tzigane sur une guitare
- Poèmes de brigands
- Voleur

## Sources
- Un article dans le Grand Larousse universel d'où ont été pris quelques renseignements.
- La poésie russe anthologie bilingue réunie et publiée sous la direction Elsa Triolet chez Seghers, en 1965, d'où ont été pris presque tous les éléments de la biographie. On y trouve aussi le poème La chasse au phoque traduit par Jean Marcenac.
- Les autres sources sont citées dans la page au fur et à mesure de leur utilisation.

- (ru) Cet article est partiellement ou en totalité issu de l’article de Wikipédia en russe intitulé « Сельвинский, Илья Львович » (voir la liste des auteurs).